# Carlo Costigliolo
Gian Carlo Costigliolo (Genova, 1893. augusztus 10. – Genova, 1968. december 16.) olimpiai bajnok olasz tornász.
Az első világháború után részt vett az 1920. évi nyári olimpiai játékokon Antwerpenban, mint tornász. Európai rendszerű csapat versenyben aranyérmes lett.
Klubcsapata a genovai Società Ginnastica Ligure Cristoforo Colombo volt.
Testvére, Luigi Costigliolo vele együtt lett olimpiai bajnok.
Aktív tornászpályafutása után a nevelő klubjának edzője lett. Később sportbíró is volt és több olimpián is részt vett.